# The Faculty
The Faculty is een Amerikaanse horrorfilm uit 1998 onder regie van Robert Rodriguez. De productie is een moderne variant op Invasion of the Body Snatchers.

## Verhaal
Op de Herrington High School worden de van persoonlijkheid uiteenlopende jongeren Zeke Tyler (Josh Hartnett), Stan Rosado (Shawn Hatosy), Delilah Profit (Jordana Brewster), Casey Connor (Elijah Wood), Stokely 'Stokes' Mitchell (Clea DuVall) en Marybeth Louise Hutchinson (Laura Harris) door omstandigheden tot elkaar veroordeeld. Ze vermoeden een complot onder het schoolpersoneel, nadat steeds meer van hen zich vreemd beginnen te gedragen.
Dit begint wanneer er een onbekend wezentje ter grootte van een garnaal is gevonden en zo lang in een aquarium op school is gezet. Sindsdien kijken steeds meer studenten hen op een opmerkelijke manier aan en drinken ze schijnbaar onmenselijke hoeveelheden water. De onzekere lerares Miss Burke (Famke Janssen) verandert in een zelfbewuste, assertieve vrouw en coach Joe Willis (Robert Patrick) is opeens wel erg geïnteresseerd in de kinderen. Langzaam ervan overtuigd geraakt dat er iets aan de hand is zoals in Invasion of the Body Snatchers, zoals Mitchell en Connor beweren, weten ze dat het goed mis is wanneer Mrs. Olson (Piper Laurie) iedereen om gezondheidsredenen verplicht langs schoolverpleegster Rosa Harper (Salma Hayek) te gaan.
De kijker weet al die tijd dat het gevonden wezentje een buitenaardse parasiet is. Deze verspreidt zich door zijn gastlichamen elkaar te laten infecteren, door anderen eenzelfde parasiet in het oor te werken.

## Rolverdeling
| Acteur               | Personage                  |
| -------------------- | -------------------------- |
| Josh Hartnett        | Zeke Tyler                 |
| Jordana Brewster     | Delilah Profitt            |
| Clea DuVall          | Stokely 'Stokes' Mitchell  |
| Laura Harris         | Marybeth Louise Hutchinson |
| Shawn Hatosy         | Stan Rosado                |
| Elijah Wood          | Casey Connor               |
| Salma Hayek          | Zuster Rosa Harper         |
| Famke Janssen        | Elizabeth Burke            |
| Piper Laurie         | Karen Olson                |
| Christopher McDonald | Frank Connor               |
| Bebe Neuwirth        | Directrice Valerie Drake   |
| Usher                | Gabe Santora               |
| Robert Patrick       | Coach Joe Willis           |
| Jon Stewart          | Professor Edward Furlong   |
| Daniel von Bargen    | John Tate                  |

## Andere varianten
- Een andere licht van het originele Invasion of the Body Snatchers afwijkende variant was The Invasion (2007).